# Opus quadratum
Opus quadratum je prastara tehnika zidne zveze iz obdelanih, kvadratnih kamnitih blokov, pogosto enake višine, včasih tudi podobne ali enake dolžine. 
V Evropi se je ta tehnika najprej pojavila na tleh današnje Grčije in je bila pogosto  uporabljena, posebej pri gradnji fortifikacij. 
Ta tehnika je naslednica gradnje kiklopskih zidov s skoraj neobdelanimi masivnimi kamnitimi bloki, ter poligonalnega zidanja, ki je neposredni naslednik.
Najzgodnejši zidovi v opus reticulatumu so bili praviloma zgrajeni iz masivnih, megalistkih kamnitih blokov.
Na začetku posamezni bloki nimajo do konca dodelano kvadratno obliko. Stranice so pogosto navpične, zato imajo mnogi bloki skoraj trapezoidno obliko. Zato posamezni bloki znotraj iste vrste ne nalegajo dobro eden ob drugega. Vrste so približno enake višine, kar je posledica slojevitosti kamnitih sedimentov v bližnjih kamnolomih, iz katerih je bil kamen izbran. Zato često ni bilo potrebno obdelati zgornje in spodnje površine blokov.
Če je imel tak zid dve lici, sta se na začetku, dokler se je zid gradil na suho, gradil z masivnimi dolgimi prečno postavljenimi bloki.
V kasnejših fazah razvoja te tehnike so bile stranice vse bolj pravilne in na koncu povsem ravne, navpične. 
Sčasoma so bili bloki vse lepše obdelani, pravilnejši oblik in manjši. V 4. st. pr. n. št. je bilo na primer, na tleh vzhodne obale Jadrana, razmerje višine in dolžine posameznih kamnitih blokov pogosto 1:5, do Trajanovega obdobja pa je bilo razmerje večinoma 1:1.
Z napredkom te tehnike, so se pri tako imenovani "maniri" detajlno obdelali samo robovi posameznega bloka, in je bila tehnika anatiroze, ki blokom z izboklino, rustikalnim srednjim delom daje učinek grobosti in moči, posebej primerna za gradnjo fortifikacij. 
Pri gradnji najbolj reprezentančnih stavb je bila praviloma uporabljena tehnika gradnje z dovršeno oblikovanimi, pravilnimi kamnitimi kvadri, ki jih Vitruvij omenja z imenom opus isodomum.